# Comuna de Chynów
Chynów (polaco: Gmina Chynów) é uma gminy (comuna) na Polónia, na voivodia de Mazóvia e no condado de Grójecki. A sede do condado é a cidade de Chynów.
De acordo com os censos de 2004, a comuna tem 9393 habitantes, com uma densidade 68,5 hab/km².

## Área
Estende-se por uma área de 137,07 km², incluindo:
- área agricola: 81%
- área florestal: 13%

## Demografia
Dados de 30 de Junho 2004:
|                      | Total   | Total | Mulheres | Mulheres | Homens  | Homens |
| -------------------- | ------- | ----- | -------- | -------- | ------- | ------ |
|                      | pessoas | %     | pessoas  | %        | pessoas | %      |
| População            | 9393    | 100   | 4641     | 49,4     | 4752    | 50,6   |
| Densidade (pop./km²) | 68,5    | 100   | 33,9     | 33,9     | 34,7    | 34,7   |

De acordo com dados de 2002, o rendimento médio per capita ascendia a 1160,07 zł.

## Subdivisões
- Adamów Rososki, Barcice Drwalewskie, Barcice Rososkie, Budy Sułkowskie, Budziszyn, Budziszynek, Chynów, Dąbrowa Duża, Dobiecin, Drwalew, Drwalewice, Edwardów, Franciszków, Gaj Żelechowski, Grobice, Henryków, Jakubowizna, Janów, Jurandów, Krężel, Kukały, Lasopole, Ludwików, Machcin, Marianów, Martynów, Marynin, Mąkosin, Milanów, Nowe Grobice, Pawłówka, Pieczyska, Piekut, Przyłom, Rososz, Rososzka, Staniszewice, Sułkowice, Watraszew, Węszelówka, Widok, Wola Chynowska, Wola Kukalska, Wola Pieczyska, Wola Żyrowska, Wygodne, Zalesie, Zawady, Żelazna, Żelechów, Żyrów.

## Comunas vizinhas
- Góra Kalwaria, Grójec, Jasieniec, Prażmów, Warka